# Ophiacantha
Ophiacantha är ett släkte av ormstjärnor. Ophiacantha ingår i familjen knotterormstjärnor.

## Dottertaxa tillOphiacantha, i alfabetisk ordning[1]
- Ophiacantha abyssa
- Ophiacantha abyssicola
- Ophiacantha acanthinotata
- Ophiacantha aculeata
- Ophiacantha acutata
- Ophiacantha adiaphora
- Ophiacantha aenigmatica
- Ophiacantha affinis
- Ophiacantha alternata
- Ophiacantha amelata
- Ophiacantha angolensis
- Ophiacantha anomala
- Ophiacantha antarctica
- Ophiacantha aristata
- Ophiacantha aspera
- Ophiacantha atopostoma
- Ophiacantha baccata
- Ophiacantha bathybia
- Ophiacantha benigna
- Ophiacantha bidentata
- Ophiacantha brachygnatha
- Ophiacantha brasiliensis
- Ophiacantha brevispina
- Ophiacantha cervicornis
- Ophiacantha clavigera
- Ophiacantha contigua
- Ophiacantha cornuta
- Ophiacantha cosmica
- Ophiacantha costata
- Ophiacantha crassidens
- Ophiacantha curima
- Ophiacantha cuspidata
- Ophiacantha cyrena
- Ophiacantha dallasii
- Ophiacantha decaactis
- Ophiacantha densa
- Ophiacantha densispina
- Ophiacantha deruens
- Ophiacantha diplasia
- Ophiacantha duplex
- Ophiacantha echinulata
- Ophiacantha enneactis
- Ophiacantha euphylactea
- Ophiacantha eurypoma
- Ophiacantha eurythyra
- Ophiacantha exilis
- Ophiacantha fidelis
- Ophiacantha fraterna
- Ophiacantha frigida
- Ophiacantha funebris
- Ophiacantha fuscina
- Ophiacantha gracilis
- Ophiacantha granulifera
- Ophiacantha helenae
- Ophiacantha heterotyla
- Ophiacantha hirta
- Ophiacantha hospes
- Ophiacantha imago
- Ophiacantha inconspicua
- Ophiacantha indica
- Ophiacantha ingrata
- Ophiacantha iquiquensis
- Ophiacantha languida
- Ophiacantha lasia
- Ophiacantha legata
- Ophiacantha lepidota
- Ophiacantha levis
- Ophiacantha levispina
- Ophiacantha linea
- Ophiacantha lineata
- Ophiacantha longidens
- Ophiacantha longispina
- Ophiacantha lophobrachia
- Ophiacantha macrarthra
- Ophiacantha marsupialis
- Ophiacantha megatetra
- Ophiacantha meridionalis
- Ophiacantha mesembria
- Ophiacantha metallacta
- Ophiacantha moniliformis
- Ophiacantha multispina
- Ophiacantha nerthepsila
- Ophiacantha notata
- Ophiacantha nudextrema
- Ophiacantha nutrix
- Ophiacantha oligacantha
- Ophiacantha omoplata
- Ophiacantha opulenta
- Ophiacantha pacata
- Ophiacantha pacifica
- Ophiacantha paramedea
- Ophiacantha parasema
- Ophiacantha parcita
- Ophiacantha paucispina
- Ophiacantha pectinula
- Ophiacantha pentactis
- Ophiacantha pentagona
- Ophiacantha phragma
- Ophiacantha placida
- Ophiacantha poliaster
- Ophiacantha porrecta
- Ophiacantha prionota
- Ophiacantha prolata
- Ophiacantha pyriformis
- Ophiacantha quadrispina
- Ophiacantha renekoehleri
- Ophiacantha rhachophora
- Ophiacantha richeri
- Ophiacantha rosea
- Ophiacantha savagica
- Ophiacantha scabra
- Ophiacantha scutata
- Ophiacantha scutigera
- Ophiacantha sentosa
- Ophiacantha serrata
- Ophiacantha setosa
- Ophiacantha severa
- Ophiacantha shepherdi
- Ophiacantha similis
- Ophiacantha simulans
- Ophiacantha smitti
- Ophiacantha sociabilis
- Ophiacantha sollicita
- Ophiacantha spectabilis
- Ophiacantha spinifera
- Ophiacantha spinosella
- Ophiacantha stellata
- Ophiacantha striolata
- Ophiacantha sumneri
- Ophiacantha trachyacantha
- Ophiacantha trachybactra
- Ophiacantha trivialis
- Ophiacantha vagans
- Ophiacantha vepratica
- Ophiacantha vilis
- Ophiacantha vivipara
- Ophiacantha vorax
- Ophiacantha yaldwyni